# Reven
Reven je priimek v Sloveniji, ki ga je po podatkih Statističnega urada Republike Slovenije na dan 1. januarja 2012 uporabljalo 115 oseb.

## Znani nosilci priimka
- Alojzija Reven (1910—1989), šolska sestra
- Rasto (Rastislav) Reven  (*1947), ekonomist, , podjetnik, inovator, državni svetnik, publicist
- Zdravko Reven (1921—2010), duhovnik